# Contado di Tortona
Il Contado di Tortona fu una storica ripartizione territoriale del ducato di Milano.

## Storia
Nel Sacro Romano Impero del X secolo esisteva la "Contea di Tortona", come si evince dal fatto che Ottone il Grande istituì il Vescovo-conte di Tortona, con giurisdizione sul territorio urbano di Tortona, e in compresenza con il Conte laico di Tortona la cui giurisdizione veniva limitata al territorio rurale contermine. 
Il territorio tortonese, in origine esteso circa quanto l'odierna diocesi, subì un duro colpo nel 1164 quando la nemica Pavia, appoggiata dal suo potentissimo protettore l'imperatore Federico Barbarossa, le strappò quello che da quel momento fu noto come Oltrepò Pavese.
Nel 1155, quando Barbarossa discese in Italia per riportare sotto il controllo imperiale i comuni, la città rimase fedele all'alleanza con Milano e si scontrò con i pavesi, alleati con l'imperatore. Sconfitta, la città fu saccheggiata e distrutta dai pavesi, ma fu ricostruita velocemente in seguito con l'aiuto dei milanesi. La Milano della metà del XIV secolo era governata da una coppia di fratelli la cui reciproca competizione ed ambizione sortì un virtuoso effetto per le sorti della famiglia Visconti. 
Fu Luchino a rivolgere le sue mire espansionistiche militari e diplomatiche verso sudovest oltre Pavia e il Po, e nel 1347 riuscì ad includere nei suoi domini la città di Tortona, sua alleata e membro della Lega Lombarda, così come la vicina Alessandria.
Il dominio meneghino fu oltremodo stabile e si prolungò per quattro secoli, anche dopo che lo Stato di Milano divenne parte del Regno di Spagna. Fu quando la Lombardia passò all'Austria ad inizio Settecento che si manifestò la pressione di Casa Savoia che cominciò ad erodere il territorio milanese attraverso un disinibito valzer di alleanze fra francesi e tedeschi fra le numerose guerre europee del periodo. Nell'ambito della guerra di successione polacca le truppe piemontesi procedettero nel 1735 all'invasione generale, e la pace stipulata col trattato di Vienna (1738) riconobbe internazionalmente il passaggio di sovranità su Tortona.